# Elena Vyacheslavovna Dementieva
Elena Vyacheslavovna Dementieva (Елена Вячеславовна Дементьеваⓘ); sinh ngày 15 tháng 10 năm 1981 tại Moskva), là một vận động viên quần vợt chuyên nghiệp người Nga đã giải nghệ. Cô từng vào chung kết giải Pháp Mở rộng và Mỹ Mở rộng vào năm 2004. Từng đạt được Huy chương Vàng tại Thế vận hội Mùa hè 2008 và một số thành công khác.

## Chung kết Grand Slam đơn nữ

### Á quân (2)
| Năm  | Giải         | Đối thủ ở trận chung kết | Tỉ số    |
| 2004 | Pháp mở rộng | Anastasia Myskina        | 6–1, 6–2 |
| 2004 | Mỹ mở rộng   | Svetlana Kuznetsova      | 6–3, 7–5 |

## Các chức vô địch (15)

### Nội dung đơn các giải WTA (9)
| Ghi chú               |
| Grand Slam (0)        |
| WTA Championships (0) |
| Tier I (2)            |
| Tier II (4)           |
| Tier III (3)          |
| Tier IV (0)           |

| Stt. | Ngày                 | Giải                    | Mặt sân   | Đối thủ ở trận chung kết | Tỉ số                |
| 1.   | 14 tháng 4, 2003     | Amelia Island, Florida  | Đất nện   | Lindsay Davenport        | 4–6, 7–5, 6–3        |
| 2.   | 08 tháng 9, 2003     | Bali                    | Cứng      | Chanda Rubin             | 6–2, 6–1             |
| 3.   | 15 tháng 9, 2003     | Shanghai                | Cứng      | Chanda Rubin             | 6–3, 7–6(6)          |
| 4.   | 27 tháng 9, 2004     | Hasselt                 | Cứng      | Elena Bovina             | 0–6, 6–0, 6–4        |
| 5.   | 05 tháng 2, 2006     | Tokyo                   | Trải thảm | Martina Hingis           | 6–2, 6–0             |
| 6.   | 13 tháng 8, 2006     | Los Angeles, California | Cứng      | Jelena Janković          | 6–3, 4–6, 6–4        |
| 7.   | 26 tháng 5, 2007     | Istanbul                | Đất nện   | Aravane Rezaï            | 7–6(5), 3–0 bỏ cuộc. |
| 8.   | 14 tháng 10 năm 2007 | Moscow                  | Trải thảm | Serena Williams          | 5–7, 6–1, 6–1        |
| 9.   | 01 tháng 3, 2008     | Dubai                   | Cứng      | Svetlana Kuznetsova      | 4–6, 6–3, 6–2        |

### Nội dung đơn các giải ITF (3)
| No. | Ngày                 | Giải     | Mặt sân   | Đối thủ ở trận chung kết | Tỉ số    |
| 1.  | 02 tháng 10 năm 1996 | Jurmala  | Cứng      | Vera Zhukovets           | 6–2, 6–2 |
| 2.  | 23 tháng 8, 1997     | Istanbul | Cứng      | Dessislava Topalova      | 7-5, 6-4 |
| 3.  | 26 tháng 4, 1998     | Buchen   | Trải thảm | Miriam Schnitzer         | 6–1, 6-3 |

### Vô địch đôi nữ (6)
| Ghi chú               |
| Grand Slam (0)        |
| WTA Championships (1) |
| Tier I (2)            |
| Tier II (2)           |
| Tier III (1)          |
| Tier IV (0)           |

| Stt. | Ngày                 | Giải                    | Mặt sân   | Đồng đội             | Đối thủ ở trận chung kết                   | Kết quả          |
| 1.   | 12 tháng 5, 2002     | Berlin                  | Đất nện   | Janette Husárová     | Daniela Hantuchová Arantxa Sanchez-Vicario | 0–6, 7–6(3), 6–2 |
| 2.   | 04 tháng 8, 2002     | San Diego, California   | Cứng      | Janette Husárová     | Daniela Hantuchová Ai Sugiyama             | 6–2, 6–4         |
| 3.   | 06 tháng 10 năm 2002 | Moscow                  | Trải thảm | Janette Husárová     | Jelena Dokić Nadia Petrova                 | 2–6, 6–3, 7–6(7) |
| 4.   | 11 tháng 11 năm 2002 | WTA Tour Championships  | Trải thảm | Janette Husárová     | Cara Black Elena Likhovtseva               | 4–6, 6–4, 6–3    |
| 5.   | 21 tháng 6, 2003     | 's-Hertogenbosch        | Cỏ        | Lina Krasnoroutskaya | Nadia Petrova Mary Pierce                  | 2–6, 6–3, 6–4    |
| 6.   | 14 tháng 8, 2005     | Los Angeles, California | Cứng      | Flavia Pennetta      | Bethanie Mattek Angela Haynes              | 6–2, 6–4         |

## Các danh hiệu á quân (18)

### Nội dung đơn (11)
| Ghi chú                    |
| Huy chương bạc Olympic (1) |
| Grand Slam (2)             |
| WTA Championships (0)      |
| Tier I (5)                 |
| Tier II (1)                |
| Tier III (2)               |
| Tier IV (0)                |

| Stt. | Ngày                 | Giải                       | Mặt sân   | Đối thủ ở trận chung kết | Tỉ số         |
| 1.   | 01 tháng 10 năm 2000 | Olympic Sydney 2000        | Cứng      | Venus Williams           | 6–2, 6–4      |
| 2.   | 04 tháng 4, 2001     | Acapulco                   | Đất nện   | Amanda Coetzer           | 2–6, 6–1, 6–2 |
| 3.   | 07 tháng 10 năm 2001 | Moscow                     | Trải thảm | Jelena Dokić             | 6–3, 6–3      |
| 4.   | 22 tháng 6, 2002     | s-'Hertogenbosch           | Cỏ        | Eleni Daniilidou         | 3–6, 6–2, 6–3 |
| 5.   | 04 tháng 4, 2004     | Miami, Florida             | Cứng      | Serena Williams          | 6–1, 6–1      |
| 6.   | 03 tháng 6, 2004     | Pháp mở rộng, Paris        | Đất nện   | Anastasia Myskina        | 6–1, 6–2      |
| 7.   | 11 tháng 9, 2004     | Mỹ mở rộng, New York City  | Cứng      | Svetlana Kuznetsova      | 6–3, 7–5      |
| 8.   | 17 tháng 10 năm 2004 | Moscow (2)                 | Trải thảm | Anastasia Myskina        | 7–5, 6–0      |
| 9.   | 17 tháng 4, 2005     | Charleston, South Carolina | Cứng      | Justine Henin            | 7–5, 6–4      |
| 10.  | 06 tháng 11 năm 2005 | Philadelphia, Pennsylvania | Cứng      | Amelie Mauresmo          | 7–5, 2–6, 7–5 |
| 11.  | 18 tháng 4, 2006     | Indian Wells, California   | Cứng      | Maria Sharapova          | 6–1, 6–2      |

### Nội dung đôi (7)
| Stt. | Ngày                 | Giải           | Mặt sân   | Đồng đội             | Đối thủ ở trận chung kết            | Kết quả       |
| 1.   | 01 tháng 10 năm 2001 | Moscow         | Trải thảm | Lina Krasnoroutskaya | Anna Kournikova Martina Hingis      | 7–6(1), 6–3   |
| 2.   | 04 tháng 2, 2002     | Paris          | Trải thảm | Janette Husárová     | Nathalie Dechy Meilen Tu            | bỏ cuộc       |
| 3.   | 04 tháng 3, 2002     | Indian Wells   | Cứng      | Janette Husárová     | Lisa Raymond Rennae Stubbs          | 7–5, 6–0      |
| 4.   | 26 tháng 8, 2002     | Mỹ mở rộng     | Cứng      | Janette Husárová     | Virginia Ruano Pascual Paola Suárez | 6–2, 6–1      |
| 5.   | 10 tháng 1, 2005     | Sydney         | Cứng      | Ai Sugiyama          | Bryanne Stewart Samantha Stosur     | bỏ cuộc       |
| 6.   | 29 tháng 8, 2005     | Mỹ mở rộng (2) | Cứng      | Flavia Pennetta      | Lisa Raymond Samantha Stosur        | 6–2, 5–7, 6–3 |
| 7.   | 08 tháng 5, 2006     | Berlin         | Đất nện   | Flavia Pennetta      | Yan Zi Zheng Jie                    | 6–2, 6–3      |